# Лечицький Платон Олексійович
Платон Олексійович Лечицький (18 березня 1856, Гродненська губернія, Російська імперія — 18 лютого 1923, Москва, РРФСР, СРСР) — російський військовий діяч, генерал від інфантерії (1913). Під час Першої світової війни відзначився у Галицькій битві. Репресований більшовиками.  

## Біографія
Народився у сім'ї священика Гродненської губернії. У юності вступив до духовної семінарії, але був звідти відрахований. У 1877 році вступив добровольцем на військову службу і в тому ж році був відправлений на навчання до Варшавського піхотного юнкерського училища, яке успішно закінчив через два роки. Із 1879 по 1891 рік служив у резервному батальйоні, дослужився до капітана. У 1891-1892 роках Лечицький служив у 6-му Східно-Сибірському батальйоні, у 1892-1893 роках служив у 5-му Східно-Сибірському батальйоні. У 1894 році закінчив Офіцерську стрілецьку школу, а в 1896 році отримав звання підполковника. 
Із 1898 року Лечицький служив у 4-му Східно-Сибірському стрілецькому полку в Порт-Артурі. У 1900 році разом із своїм полком офіцер взяв участь у придушенні Боксерського повстання в Китаї. За бойові заслуги отримав звання полковника і став комендантом Мукдена. 3 листопада 1902 року очолив 24-й Східно-Сибірський стрілецький полк. 

### Російсько-японська війна
З початком російсько-японської війни полк Лечицького був відправлений на ріку Ялу на кордоні Китаю з Кореєю. За бої з японцями був нагороджений орденом Святого Георгія 4-го ступеня і отримав титул флігель-ад'ютанта. Лечицький брав участь у битвах при Ляояні, Шахе та Мукдені. 12 травня 1905 року воєначальник отримав звання генерал-майора. Із серпня 1905 року командував 1-ю бригадою 6-ї Східно-Сибірської стрілецької дивізії, у березні-липні 1906 року був командиром цієї ж дивізії, з 21 липня 1906 року командував 1-ю гвардійською піхотною дивізією. 
У 1908-1910 роках — командир 18-го армійського корпусу, у 1910-1914 роках — командувач Приамурського військового округу. Із 1908 року — генерал-лейтенант, у 1913 році отримав звання генерала від інфантерії. 

### Перша світова війна
Із початком Першої світової війни генерал Лечицький перебував на фронті. 9 серпня 1914 року він очолив 9-ту армію Південно-Західного фронту. На її чолі відіграв велику роль у перемозі російських військ у Галицькій битві. Зокрема, його війська здобули Сандомир. Знову генерал відзначився під час Варшавсько-Івангородської операції, де його армія відбила наступ німців і сама перейшла в наступ. За цю операцію він був нагороджений орденом Святого Георгія 3-го ступеня. 
На початку 1915 року 9-та армія успішно наступала на Краків, але після Горлицького прориву була змушена відходити з боями на схід. В оборонних боях Лечицький зміг відступити з відносно невеликими втратами. Улітку 1916 року армія взяла активну участь у Брусиловському прориві, де завдавала допоміжний удар і змогла здобути Чернівці і Станіслав. За цю операцію генерал був нагороджений орденом Святого Олександра Невського. 

### Останні роки
Після Лютневої революції Лечицький був знятий з командування і відправлений у відставку. Проживав у Петрограді. У 1920 році вступив на службу до Червоної Армії, проте незабаром був заарештований і помер у в'язниці. 

## Нагороди
Був нагороджений орденами Святого Станіслава і Святої Анни всіх ступенів, орденами Святого Володимира 3-го і 2-го ступенів, орденом Святого Олександра Невського, орденом Білого Орла, орденами Святого Георгія 4-го і 3-го ступенів, Георгіївською зброєю. 